# 勒比都
勒比都古希腊城邦，位于伊奥尼亚爱琴海沿岸（今土耳其士麦那附近），伊奥尼亚联盟城邦之一，当地居民包括卡里亚人。